# Surinam en los Juegos Olímpicos
Surinam en los Juegos Olímpicos está representado por el Comité Olímpico de Surinam, creado en 1959 y reconocido por el Comité Olímpico Internacional en el mismo año.
Ha participado en catorce ediciones de los Juegos Olímpicos de Verano, su primera presencia tuvo lugar en México 1968. El país ha obtenido dos medallas en las ediciones de verano, una de oro y una de bronce, ambas logradas por el deportista Anthony Nesty en natación.
En los Juegos Olímpicos de Invierno Surinam no ha participado en ninguna edición.

## Medallero

### Por edición
Juegos Olímpicos de Verano
| Evento              | Oro | Plata | Bronce | Total |
| ------------------- | --- | ----- | ------ | ----- |
| México 1968         | 0   | 0     | 0      | 0     |
| Múnich 1972         | 0   | 0     | 0      | 0     |
| Montreal 1976       | 0   | 0     | 0      | 0     |
| Moscú 1980          | –   | –     | –      | –     |
| Los Ángeles 1984    | 0   | 0     | 0      | 0     |
| Seúl 1988           | 1   | 0     | 0      | 1     |
| Barcelona 1992      | 0   | 0     | 1      | 1     |
| Atlanta 1996        | 0   | 0     | 0      | 0     |
| Sídney 2000         | 0   | 0     | 0      | 0     |
| Atenas 2004         | 0   | 0     | 0      | 0     |
| Pekín 2008          | 0   | 0     | 0      | 0     |
| Londres 2012        | 0   | 0     | 0      | 0     |
| Río de Janeiro 2016 | 0   | 0     | 0      | 0     |
| Tokio 2020          | 0   | 0     | 0      | 0     |
| París 2024          | 0   | 0     | 0      | 0     |
| TOTAL               | 1   | 0     | 1      | 2     |

### Por deporte
Deportes de verano
| Evento   | Oro | Plata | Bronce | Total |
| -------- | --- | ----- | ------ | ----- |
| Natación | 1   | 0     | 1      | 2     |
| TOTAL    | 1   | 0     | 1      | 2     |